# Plebejus poggii
Plebejus poggii är en fjärilsart som beskrevs av Herman Dewitz 1879. Plebejus poggii ingår i släktet Plebejus och familjen juvelvingar. Inga underarter finns listade i Catalogue of Life.